# Гари Шендлинг
Гари Емануел Шендлинг (енгл. Garry Emmanuel Shandling; 29. новембар 1949 — 24. март 2016) био је амерички глумац, комичар, режисер, продуцент и писац. Најпознатији је по појављивању у ситкомима Гари Шендлинг шоу и Лари Сандерс шоу.

## Детињство
Рођен је у Чикагу 29. новембра 1949. године. Родитељи су му били Јевреји и са њима се заједно са братом Баријем преселио у Тусон где је и одрастао како би Бари могао да прима терапију због цистичне фиброзе. Бари је преминуо када је Гари имао 10 година.

## Приватни живот
Шендлинг се није женио нити је имао децу. Био је у вези са Линдом Дусет од 1987. до 1994. године када га је тужила за сексуално злостављање.
Преминуо је 24. марта 2016. године од последица плућне емболије.